# استهداف أساتذة جامعة الموصل
منذ احتلال العراق عام 2003م اغتيل واختطف الكثير من كادر جامعة الموصل من أساتذة ومعلمين.
تتهم عدة جهات بالوقوف وراء هذه العمليات وعلى رأسها الاحتلال والموساد والبشمركة.

## قائمة المغتالون
- خالد فيصل حامد الشيخو - أستاذ مساعد في كلية العلاج الطبيعي.
- إبراهيم القصاب - كيلة التربية.[5]
- عبد الجبار مصطفى - عميد كلية العلوم السياسية.
- بشار محمد العكيدي - حاصل على شهادة هندسة البرمجيات وعمل أستاذًا في الجامعة.[6]
- كامل عبد الحسين - كلية القانون.[7]
- منير الخيرو - يحمل دكتوراه في القانون.
- ليلى عبد الله السعد - عميدة كلية القانون وزوجة منير الخير.[8]
- محفوظ القزاز - اغتيال على أيدي القوات الأمريكية.[9]
- محمد يونس ذنون - كلية التربية الرياضية.
- مزاحم الخياط - عميد كلية الطب.[10] درس في انكلترا وايرلندا.[11]
- نوئيل بطرس ماثيو - أستاذ في المعهد الطبي.
- عزيز أو عبد العزيز سليمان خليل النعيمي - أستاذ بقسم الحاسبات في كلية العلوم وحاصل على الماجستير من المملكة المتحدة. اعترضه مسلحون مجهولون بسيارة واطلقوا النار عليه.[12]
- احمد مراد شهاب - اساتذ كلية الإدارة والاقتصاد.[13]
- عمر ميران - أستاذ في التاريخ. اخذت جثته بسيارة رباعية الدفع التي تستخدم عادة من البشمركة.[14]
- ناطق صبري حسن - دكتوراة في المكننة الزراعية، رئيس قسم المكننة - كلية الزراعة.
- خليل إبراهيم احمد النعيمي - رئيس قسم الشريعة.[15]
- إيمان عبد المنعم يونس - رئيسة قسم الترجمة.
- محمد الدليمي
- فارس يونس - معاون عميد كلية الزراعة.[16]
- عامر مهدي صالح - كلية التربية.
- ياسر احمد شيت - معاون عميد كلية الفنون الجميلة.[17]
- جعفر حسن صادق - كلية الآداب.
- طلال يونس - كلية العلوم السياسية.[18]
- ليلى عبد الجبار - كلية القانون.
- عبد الجبار عبد مصطفي النعيمي - عميد كلية العلوم السياسية.[15]
- عبد العزيز الأترجي أ.د حماية النبات.
- قصي تكريت - رئيس اتحاد الطلاب.
- عادل جبار عبد - كلية العلوم السياسية.
- وعد عبد الله قادر
- مظهر زيد الدباغ - محاضر.
- محمد حيدر سليمان - التربية الرياضية.
- إسماعيل طالب أحمد - محاضر في التربية.
- نضال الأسدي - كلية العلوم.
- عبد القادر علي عبد الله - في كلية التربية.[19]

## قائمة من تعرضوا للخطف أو الاعتقال أو التهديد
- أُبَي سعيد احمد محمد الديوه جي - رئيس الجامعة.[20] نجا من محاولة اغتيال.[21]
- عماد جاسم العبيدي - كلية التربية. اعتقال.
- موفق يحيى حمدون - معاون عميد كلية الزراعة.[22] نجا من محاولة اغتيال.[23]
- وعدالله عزيز حساوي - كلية الزراعة. اعتداء من قوات الاحتلال.
- نايف سلطان صالح - المعهد التقني.
- عامر وديع كريم - كلية الزراعة. اختطاف.[24]